# Franz Michel Willam

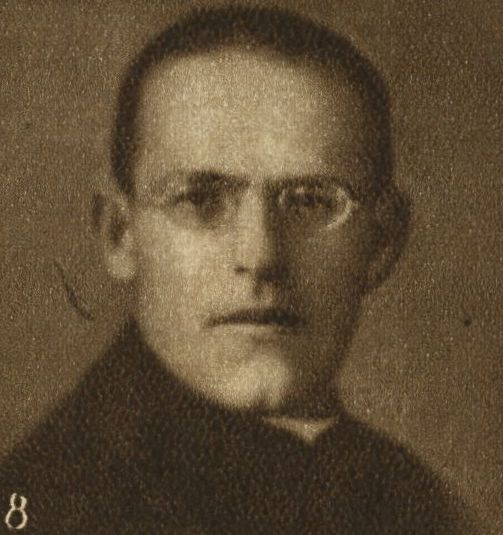
Franz Michel Willam, um 1934

Franz Michel Willam (* 14. Juni 1894 in Schoppernau, Österreich; † 18. Januar 1981 in Andelsbuch) war ein österreichischer römisch-katholischer Priester, Theologe und Schriftsteller.

## Leben

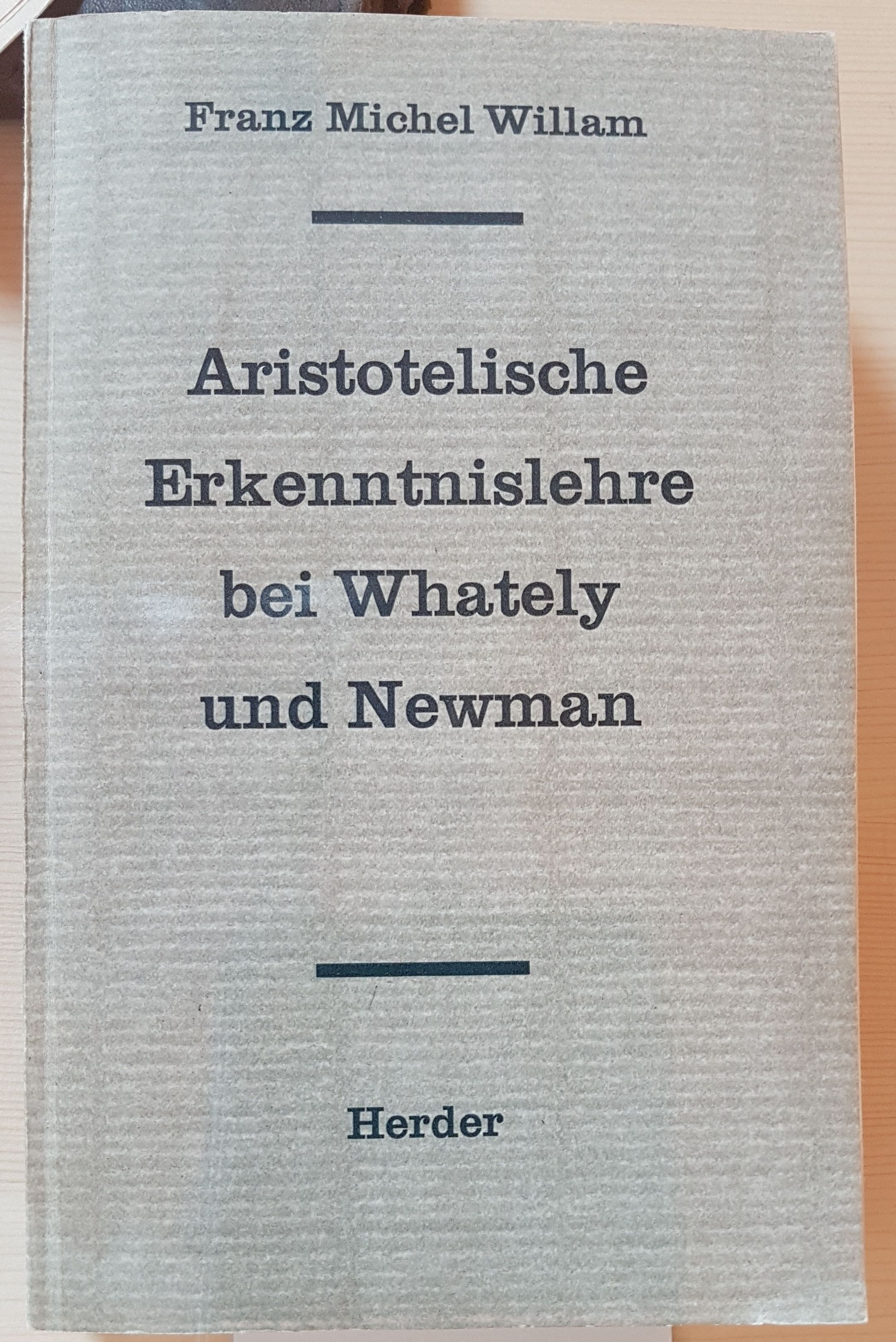
Werk von Willam über Newman

Franz Michel Willam legte 1914 am Vinzentinum in Brixen die Matura ab. Nach einem anschließenden Theologiestudium empfing er 1917 die Priesterweihe. Neben verschiedenen Kaplantätigkeiten studierte er weiter und schloss 1921 sein Studium mit dem Doktorat der Theologie in Wien ab. Franz Michel Willam war der Enkel von Franz Michael Felder und wurde bewusst "Franz Michel" getauft, um ihn nicht in Verwechslung mit seinem Großvater zu bringen.
In den 1920er-Jahren begann er auch seine schriftstellerische Tätigkeit. Im Auftrag des Verlags Herder verfasste er Das Leben Jesu im Land und Volke Israel. Dieses Werk erschien 1933, erreichte bis 1960 zehn Neuauflagen und wurde in elf Sprachen übersetzt. Im Jahr 1934 wurde er Kaplan in Andelsbuch, wo er bis zu seinem Tod blieb.
Willams Gesamtwerk umfasst 33 Bücher und 372 Beiträge, die in 79 verschiedenen Zeitschriften publiziert wurden. Das Leben Jesu im Lande und Volke Israels war sein bedeutendstes Werk. Das Ziel dieses Buches bestand darin, den Menschen das Leben und damit die Person Jesu – ausgehend von den Evangelien, deren Inhalt er durch seine volkskundlichen Studien mit Leben zu füllen verstand – in erzählender Form vor Augen zu stellen. Papst Benedikt XVI. erwähnt Willam im Vorwort zu seinem Jesus-Buch und zählt ihn zu den Autoren von „begeisternden Jesus-Büchern“ in den 1930er und 1940er Jahren. Willam machte sich zudem als Newman-Forscher einen Namen. Im Jahr 1965 wurde Franz Michel Willam vom Landesehrenzeichenrat das Ehrenzeichen des Landes Vorarlberg in Gold verliehen.

## Werke

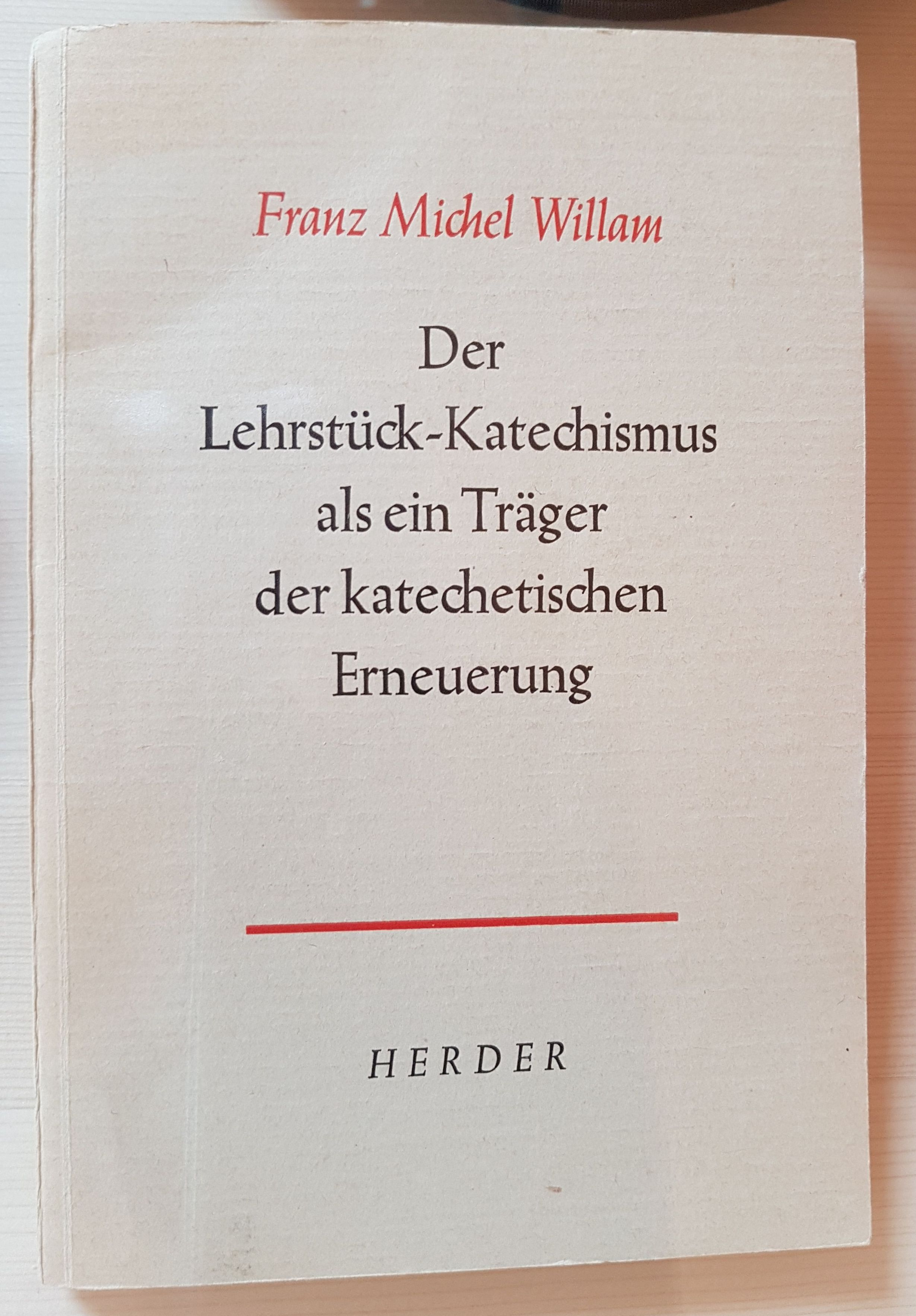
Der Lehrstück-Katechismus als ein Träger der katechetischen Erneuerung

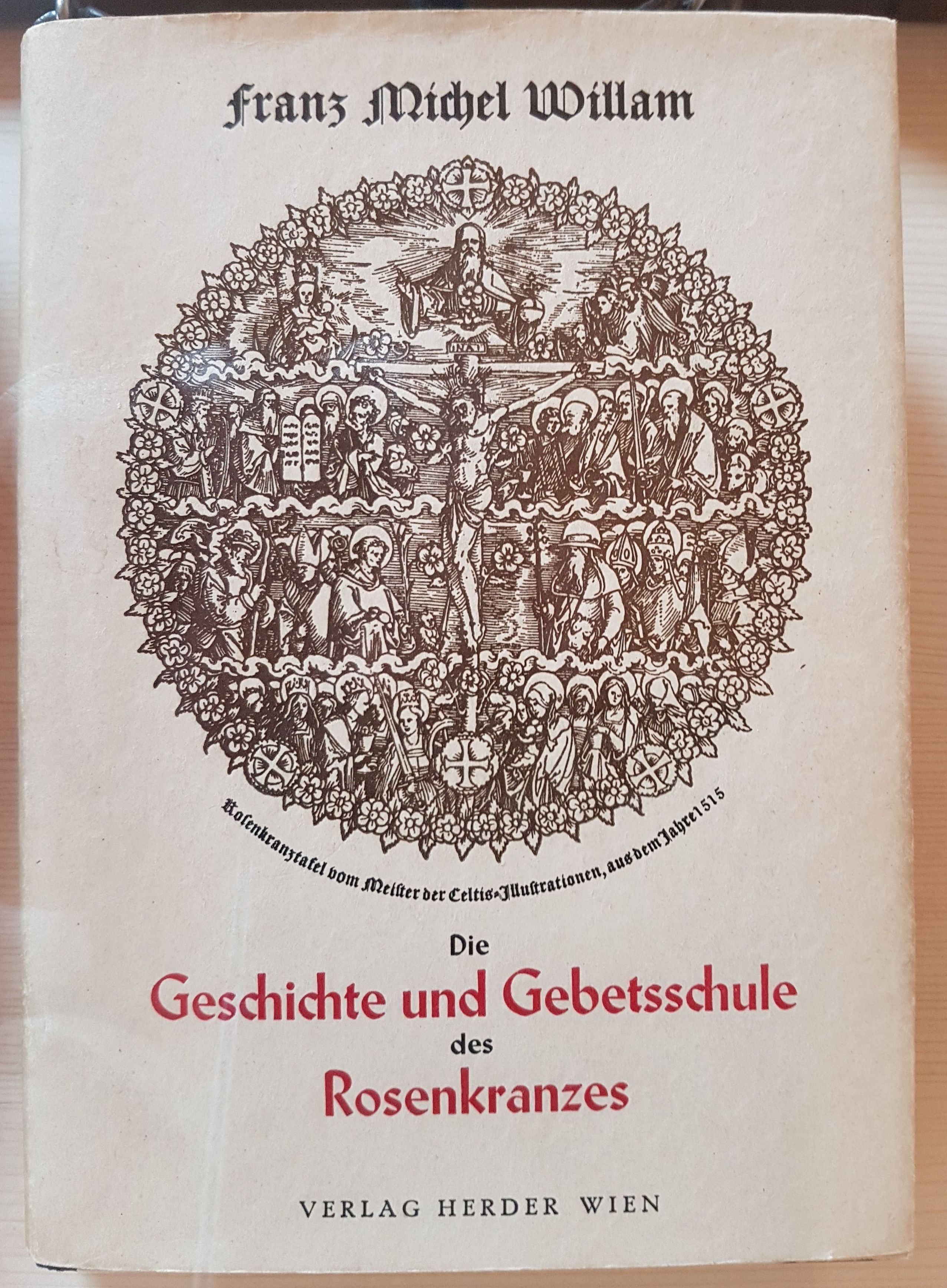
Geschichte und Gebetsschule des Rosenkranzes

- Auf dem Tannenhofe. Erzählung, Hausen-Verlag, Saarlouis 1922.
- Der Sonnensteg. Erzählung, Hausen-Verlag, Saarlouis 1922.
- Waldheimat. Erzählung, Rauch, Wiesbaden 1923.
- Der Lügensack. Erzählung, Herder, Freiburg i. Br. 1923.
- Der Streit der Friedfertigen, Hausen-Verlag, Saarlouis 1923.
- Der Herrgott auf Besuch. Erzählung, Herder, Freiburg i. Br. 1923.
- Knechte der Klugheit. Roman, Herder, Freiburg i. Br. 1924.
- Unser Glaube. Ein Glaubensbuch für die Jugendlichen und ein Hilfsbuch für ihre Lehrer, Rauch, Wiesbaden 1924.
- Unser Weg. Eine Sittenlehre für das Volk, Rauch, Wiesbaden 1925.
- Die Maske. Erzählungen, Hausen-Verlag, Saarlouis 1925.
- Tempelreinigung. Pilgerbuch für Zeit und Ewigkeit, Herder, Freiburg i. Br. 1925.
- Der stärkste Bräutigam. Hausen-Verlag, Saarlouis 1926.
- Die sieben Könige. Roman, Kösel & Pustet, 1926.
- Unsere Hilfe. Eine Gnadenlehre für das Volk. Rauch, Wiesbaden 1928.
- Der Mann mit dem Lächeln. Eine Erzählung, Herder, Freiburg i. Br. 1928.
- Das Leben Jesu im Lande und Volke Israel. Mit 33 vom Verfasser selbst aufgenommenen Bildern, Herder, Freiburg i. Br. 1933.
- Das Leben Jesu im Lande und Volke Israel. Zweiter Band, Herder, Freiburg i. Br. 1961.
- Das Leben Marias, der Mutter Jesu, Herder, Wien 1936.
- Katechetische Erneuerung, Tyrolia-Verlag, Innsbruck 1946.
- Lehrstücke aus dem Leben des heiligen Petrus, Gyr, Baden 1948.
- Die Geschichte und Gebetsschule des Rosenkranzes, Herder, Wien 1948.
- Der Rosenkranz und das Menschenleben, Herder, Wien 1949.
- Der Lehrstück-Katechismus als ein Träger der katechetischen Erneuerung, Herder, Freiburg i. Br. 1949.
- Unser Weg zu Gott. Ein Buch zur religiösen Selbstbildung, Manz-Verlag & Tyrolia-Verlag, München-Innsbruck 1951.
- Aristotelische Erkenntnislehre bei Whately und Newman und ihre Bezüge zur Gegenwart, Herder, Freiburg i. Br. 1960.
- Die Welt vom Vaterunser aus gesehen, Herder, Freiburg i. Br. 1961.
- Mutter und Kind vor Gott. Religiöse Erziehung von der Wiege bis zur Kommunionbank, Auer & Cassianeum-Verlag, Donauwörth 1962.
- Damals als Jesus lebte, Herder, Freiburg i. Br. 1963.
- Vom jungen Angelo Roncalli (1903-1907) zum Papst Johannes XXIII. (1958-1963). Eine Darlegung vom Werden des Aggiornamento-Begriffes 1903–1907 als der Leitidee für das II. Vatikanische Konzil und die Durchführung seiner Beschlüsse - ein aktuelles Buch., Rauch, Innsbruck 1967.
- Die Erkenntnislehre Kardinal Newmans. Systematische Darlegung und Dokumentation, Kaffke, Bergen-Enkheim 1969.
- Volk der Berge. Vom Leben der Hirten und Sennen auf den Alpen, Vorarlberger Verlagsanstalt, Dornbirn 1970.

## Rezeption

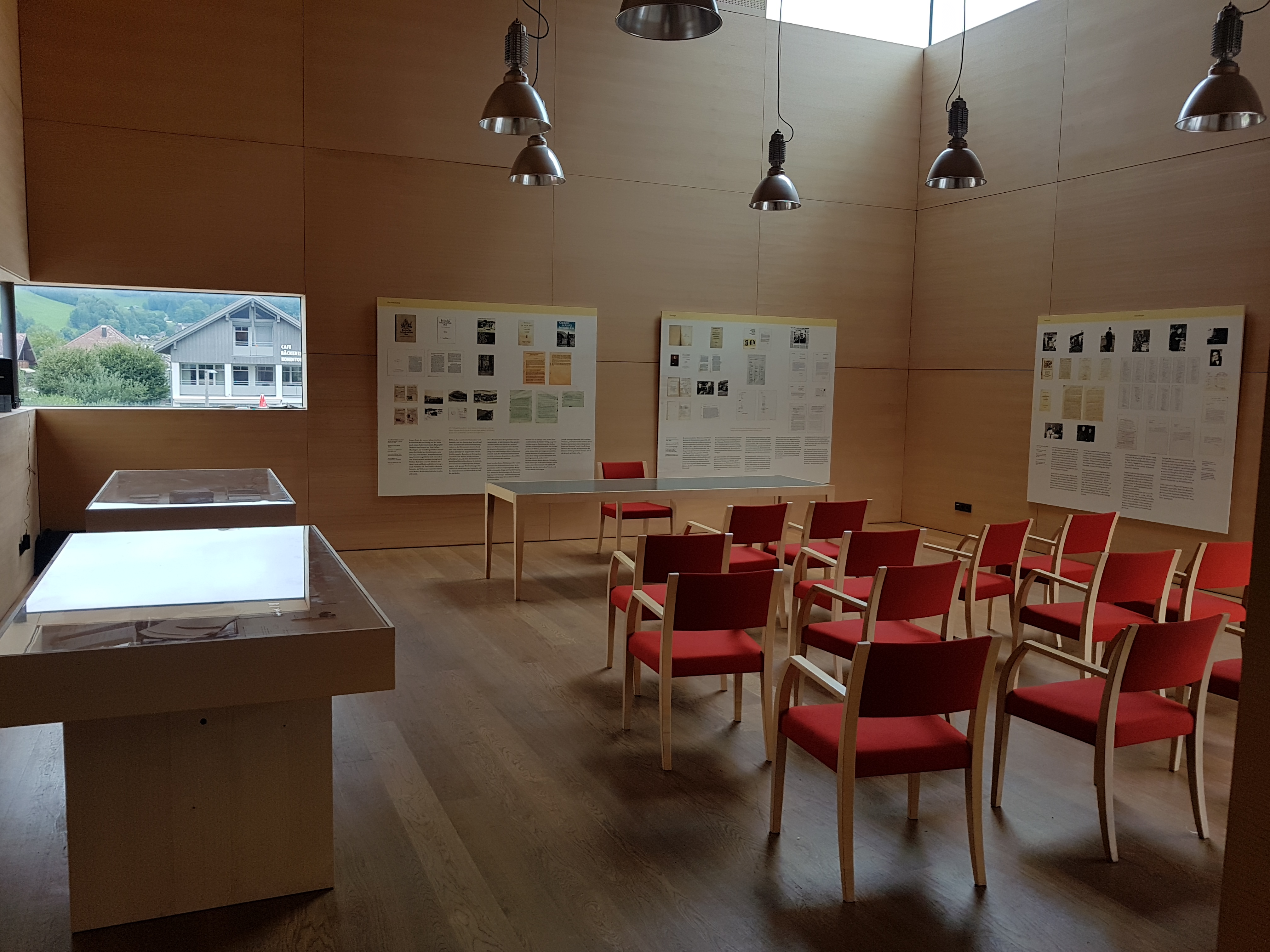
Ausstellung im Gemeindeamt in Andelsbuch (2019)

Von Juni bis September 2019 fand in Andelsbuch (Gemeindeamt) eine Ausstellung zu seinem Leben und Wirken statt.
In Hohenems ist der Franz-Michael-Willam-Weg nach ihm benannt.